# Manuel Basulto Jiménez
Manuel Basulto Jiménez (Adanero, Ávila, 17 de mayo de 1869-El Pozo del Tío Raimundo, Madrid, 12 de agosto de 1936) fue un obispo español. Ocupó los cargos de obispo de Lugo (1909-1919) y obispo de Jaén (1919-1936). Es considerado mártir y beato por la Iglesia católica. Fue uno de los trece obispos asesinados en la zona republicana durante la guerra civil española, víctima de la persecución religiosa y política. Fue también senador por designación en 1916.

## Biografía

### Primeros años y formación
Hijo de un molinero, nació en Adanero en 1869. Realizó sus estudios eclesiásticos en Ávila, y fue ordenado sacerdote en el 15 de marzo de 1893. Obtuvo la licenciatura en Sagrada Teología en el Seminario Central de Salamanca, y cursó estudios de Derecho en la Universidad de Valladolid, donde obtuvo la licenciatura en Derecho.

### Vida sacerdotal y docente
Ejerció como profesor de metafísica y, poco después de su ordenación sacerdotal (1893), obtuvo, por oposición, el cargo de canónigo magistral de la catedral de León. Un tiempo después obtuvo, por oposición, el cargo de canónigo lectoral de la catedral de Madrid. 

### Episcopado
En 1909 fue elegido obispo de Lugo, y consagrado el 16 de enero de 1910 por el nuncio Antonio Cardenal Vico en la iglesia de los paúles de Madrid. Fue designado senador por el arzobispado de Santiago de Compostela en 1916.
En 1919 Benedicto XV lo nombró obispo de Jaén, diócesis de la que tomó posesión por poderes el 14 de junio de 1920, celebrando su primera misa el 29 de junio. En su escudo rezaba el lema: Quien a Dios tiene, nada le falta.

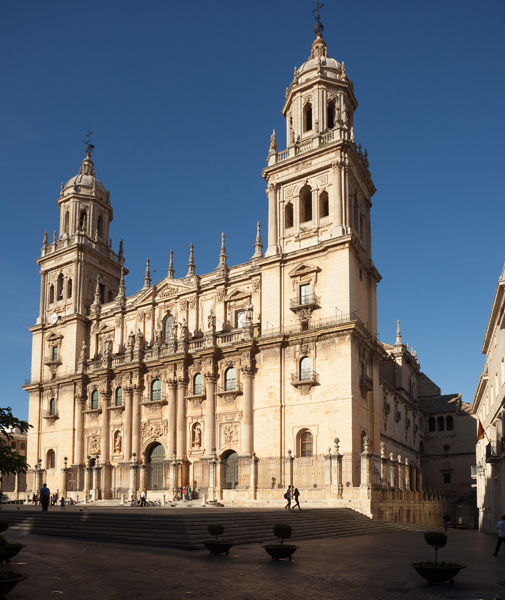
Fachada principal de la Catedral de Jaén, en la que se desempeñó como obispo y donde fue encarcelado al comienzo de la Guerra Civil.

Tras el golpe de Estado que dio comienzo a la guerra civil española, el 2 de agosto de 1936 el obispo Basulto fue detenido por los izquierdistas en su domicilio del palacio episcopal junto con su hermana, Teresa, como también el esposo de esta, Mariano Martín, así como el deán de la catedral, Félix Pérez Portela. Fue encarcelado en la catedral de Jaén, donde ya se encontraban muchos otros detenidos derechistas, cristianos practicantes, monárquicos. Con el estallido de la contienda, las cárceles de Jaén quedaron abarrotadas de detenidos derechistas, cristianos, monárquicos, lo que supuso un serio problema para las autoridades republicanas de la provincia.

### Asesinato
El gobernador civil de Jaén, preocupado por el hacinamiento de los presos y por las posibles sacas por parte de elementos incontrolados, habló con el director general de Prisiones, Pedro Villar Gómez, para poder trasladarlos a la cárcel de Alcalá de Henares. Tras obtener el visto bueno, organizó varias expediciones ferroviarias que debían trasladar a los presos. 
El 12 de agosto, Basulto fue trasladado a un tren junto a otros 245 reclusos, entre los que se encontraban su hermana y el deán de la catedral. Los traslados de los reclusos se hacían en camiones a la estación de tren y en esos trayectos, milicianos y algunos viandantes los increpaban e insultaban Cuando el convoy llegó a la estación de Santa Catalina-Vallecas (Madrid), un grupo de milicianos anarquistas paró el convoy y desenganchó la locomotora. Tanto el jefe de estación como el oficial de la Guardia civil que mandaba la dotación de escolta del convoy, hablaron por teléfono con el director general de Seguridad, Manuel Muñoz Martínez. Le informaron del incidente y de que los anarquistas habían instalado tres ametralladoras a la altura del Pozo del Tío Raimundo, y que estos habían amenazado con disparar a los guardias civiles si no se marchaban. Manuel Muñoz, impotente y sin medios para poder atajar aquella situación, autorizó a los guardias civiles a retirarse; más adelante explicaría que "la poca autoridad que aún conservaba el gobierno se vendría abajo si las exiguas fuerzas de orden público acababan siendo arrolladas en un enfrentamiento con el pueblo armado".
Tras retirarse las fuerzas de orden, los milicianos comenzaron a ejecutar a gran parte de los presos que transportaba el tren. Fueron ejecutadas 193 personas, en grupos de 25, y sus cadáveres saqueados. El obispo Basulto, que se puso de rodillas y empezó a rezar, fue uno de los ejecutados. Su hermana Teresa también resultaría asesinada durante la masacre, en su caso por una miliciana, Josefa Coso, apodada "La Pecosa". Cuando el gobernador civil de Jaén se enteró de los asesinatos, desolado, presentó inmediatamente su dimisión.
Actualmente se encuentra enterrado en la cripta de la iglesia del Sagrario de la Catedral de Jaén.

## Beatificación
El 21 de junio de 2010 la Congregación para las Causas de los Santos aprobó el carácter martirial de la muerte del obispo y sus cinco compañeros de martirio. Fue beatificado el 13 de octubre de 2013 en una ceremonia conjunta a la vez que otros 254 mártires.

### Pie de página
1. ↑  Jorge López Teulón. «Fusilamiento de Mons. Manuel Basulto, obispo de Jaén». Archivado desde el original el 30 de junio de 2015. Consultado el 27 de junio de 2015.
2. 1 2 3 4  La Voz de Galicia (17 de julio de 2013). «Peregrinación a la beatificación del obispo Basulto». Consultado el 27 de junio de 2015.
3. 1 2  Meridiano católico. «Basulto Jiménez, Manuel». Consultado el 27 de junio de 2015.
4. ↑  VV.AA. (1991). Episcopologio lucense. Lugo. p. 615.
5. ↑  «Manuel Basulto Jiménez». Real Academia de la Historia.
6. ↑  Senado de España, Expediente personal del senador. «Basulto Jiménez, Manuel». Consultado el 19 de agosto de 2020.
7. 1 2 3 4  Preston, 2013, p. 371.
8. ↑  Preston, 2013, pp. 371-372.
9. 1 2 3  Preston, 2013, p. 372.
10. ↑  Postulador: Mons. Rafael Higueras Álamo. «Mártires de la persecución religiosa durante la Guerra Civil Española». Consultado el 13 de agosto de 2013.
11. ↑  La Razón (13 de octubre de 2013). «Sin memoria histórica para los mártires». Consultado el 27 de junio de 2015.